# Сент-Френсісвілл (Іллінойс)
Сент-Френсісвілл (англ. St. Francisville) — місто (англ. city) в США, в окрузі Лоуренс штату Іллінойс. Населення — 568 осіб (2020).

## Географія
Сент-Френсісвілл розташований за координатами 38°35′31″ пн. ш. 87°38′51″ зх. д. / 38.59194° пн. ш. 87.64750° зх. д. (38.591913, -87.647546).  За даними Бюро перепису населення США в 2010 році місто мало площу 2,02 км², з яких 1,93 км² — суходіл та 0,09 км² — водойми.

## Демографія
Згідно з переписом 2010 року, у місті мешкало 697 осіб у 289 домогосподарствах у складі 192 родин. Густота населення становила 345 осіб/км².  Було 322 помешкання (159/км²).
Расовий склад населення:
| - 97,0 % — білих - 0,4 % — чорних або афроамериканців - 0,3 % — корінних американців |

До двох чи більше рас належало 2,0 %. Частка іспаномовних становила 1,1 % від усіх жителів.
За віковим діапазоном населення розподілялося таким чином: 23,5 % — особи молодші 18 років, 60,0 % — особи у віці 18—64 років, 16,5 % — особи у віці 65 років та старші. Медіана віку мешканця становила 41,1 року. На 100 осіб жіночої статі у місті припадало 102,0 чоловіків;  на 100 жінок у віці від 18 років та старших — 96,7 чоловіків також старших 18 років.
Середній дохід на одне домашнє господарство  становив 43 544 долари США (медіана — 32 045), а середній дохід на одну сім'ю — 49 657 доларів (медіана — 36 607). Медіана доходів становила 32 222 долари для чоловіків та 25 455 доларів для жінок. За межею бідності перебувало 14,3 % осіб, у тому числі 32,4 % дітей у віці до 18 років та 4,3 % осіб у віці 65 років та старших.
Цивільне працевлаштоване населення становило 180 осіб. Основні галузі зайнятості: освіта, охорона здоров'я та соціальна допомога — 25,0 %, роздрібна торгівля — 17,2 %, виробництво — 16,7 %.